# Vallcarca y los Penitentes
Vallcarca y los Penitentes (oficialmente y en catalán Vallcarca i els Penitents) es uno de los cinco barrios en que se divide el distrito de Gracia, situado en el área norte de la ciudad de Barcelona. Abarca un territorio de 1,21 km² que limita al norte con la sierra de Collserola, al oeste con el distrito de Sarriá-San Gervasio, al este con los barrios de El Coll y de La Taxonera y al sur con los barrios de la Vila de Gracia y de la Salud. Su nombre se debe a que está formado por dos vecindarios antiguamente bien diferenciados, de cuya unión surgió el barrio tal y como se conoce ahora. 
Situado entre las colinas del Putget y del Coll, Vallcarca y los Penitentes es uno de los barrios con mayor altura sobre el nivel del mar de la ciudad y con mayor pendiente en sus calles, ya que sus límites comienzan en la plaza Lesseps y acaban en la falda de Collserola.

## Historia

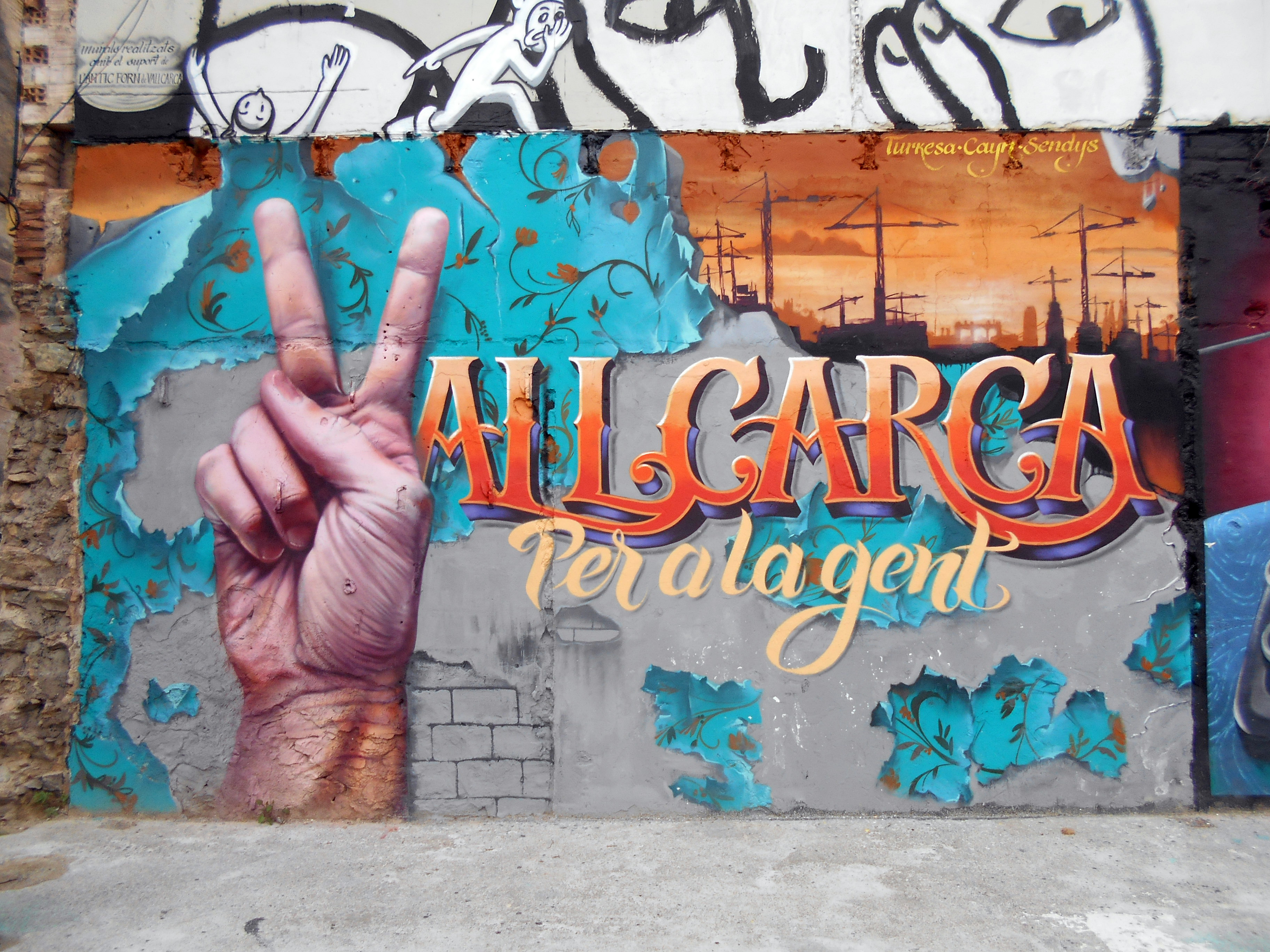
«Vallcarca para la gente», grafiti en Vallcarca.

El topónimo Vallcarca procede del latín vallis carcara, es decir, «valle estrecho, angosto». Antiguamente la zona pertenecía a la parroquia de Sant Genís dels Agudells, dentro del municipio de San Juan de Horta. Sin embargo, con la anexión de Horta a Barcelona en 1903, se hizo una redistribución, y Vallcarca y El Coll pasaron al distrito de Gracia.
Sus núcleos primigenios fueron el Hostal de la Farigola, el Mas Falcó —propiedad del barón de la Barre—, Can Mans y Can Gomis. Los jardines de Can Gomis fueron destruidos con la construcción del Hospital Militar. El antiguo hostal Farigola, sobre la rambla del mismo nombre, fue derribado y, en 1923, se hizo una escuela en su lugar. Los terrenos de Mas Falcó acogen una pequeña urbanización de torres aisladas.
En sus inicios, Vallcarca era un barrio de veraneantes y de gente con intereses diversos que vivía en el valle. Los veraneantes querían tranquilidad, y la gente del valle quería mejores comunicaciones. Finalmente se construyó un viaducto que salvaba el valle y se urbanizó la rambla. Siguiendo el curso, se abrió al tráfico la avenida del Hospital Militar, hecho que supuso el fin del antiguo aislamiento.
En los años 1970 comenzaron las reivindicaciones vecinales de mejora del barrio, que se tradujeron en la llegada del metro (línea 3), la mejora del alcantarillado y la colocación de escaleras mecánicas para salvar los desniveles de terreno. Posteriormente, el Hospital Militar fue reconvertido en el Parque Sanitario Pere Virgili, mientras que dos de sus edificios se destinaron a comisarías de los Mozos de Escuadra y la Guardia Urbana.
En la parte alta del barrio, sobre el paseo del Valle de Hebrón y al pie de Collserola, está el vecindario de Penitents. Comenzó a urbanizarse en 1860, fecha en que se instalaron unos ermitaños dirigidos por Francesc Palau, fundador de la Orden de las Carmelitas Misioneras Descalzas; estos ermitaños practicaban la caridad y predicaban la penitencia, de donde viene el nombre del vecindario. Poco después, alrededor de 1870, aparecieron las primeras casas alrededor de la calle Ticiano y de la gran casa señorial de Can Gomis. Más adelante, los ermitaños fueron expulsados, acusados de prácticas poco ortodoxas, y poco después se instaló en el convento Jacinto Verdaguer, pero tuvo que abandonarlo por problemas económicos, y el Ayuntamiento de Horta lo derribó en 1895; del antiguo convento solo queda un Vía Crucis en el interior de la Clínica Solárium. En 1902 continuó la urbanización de la zona, gracias al patrocinio de Anna Piferrer. Con el tiempo, el entorno se convirtió en un pequeño barrio residencial, después dividido por la Ronda de Dalt. La mayor parte, situada sobre la Ronda, ha visto crecer nuevas edificaciones en torno a la calle de Collserola. En 1950, el Fomento de las Artes Decorativas promovió una zona residencial de tipo ciudad-jardín en la zona de Torrent Maduixer.

## Lugares de interés

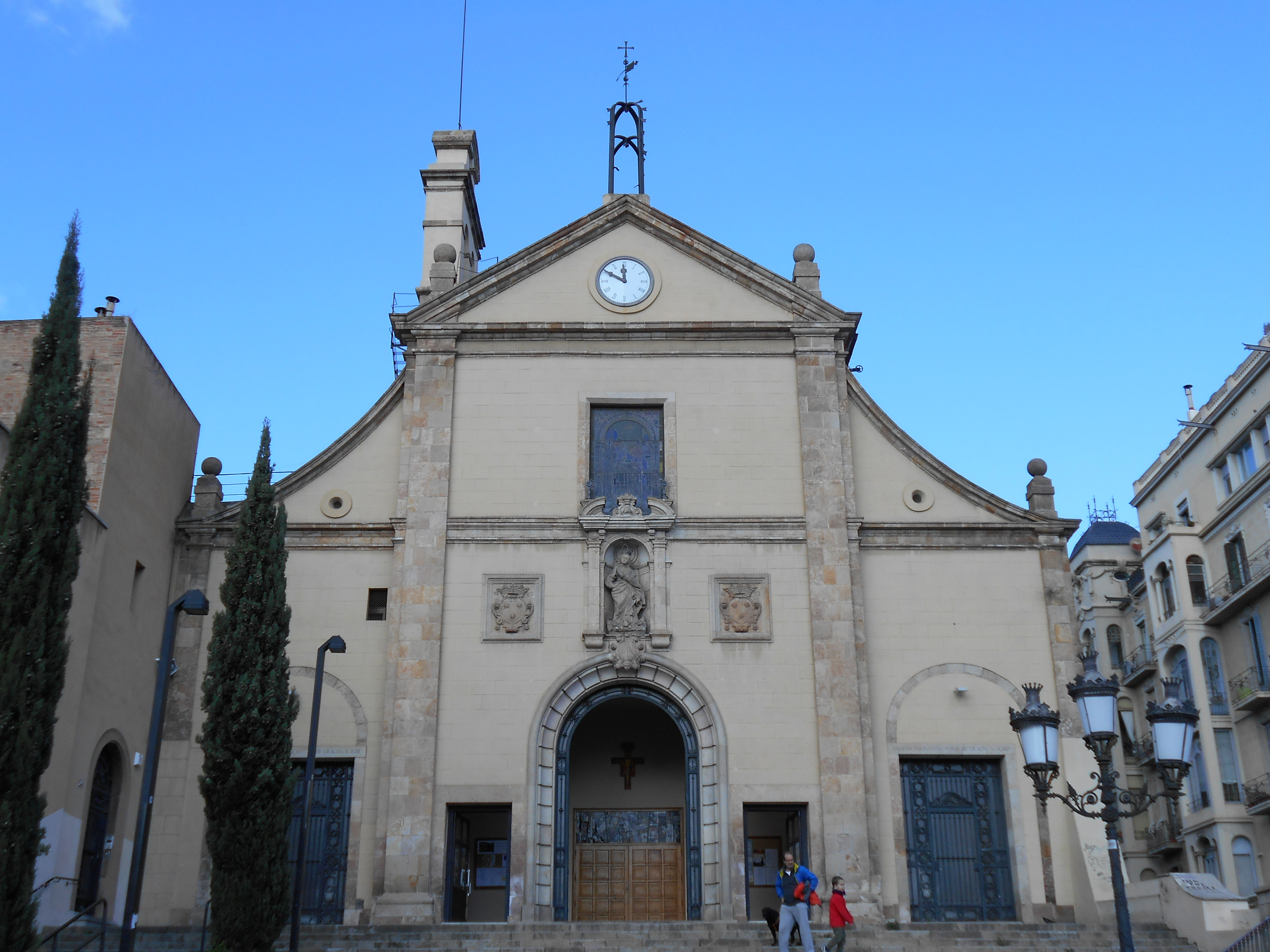
Iglesia de Nuestra Señora de Gracia y San José.

### Iglesia de Nuestra Señora de Gracia y San José
La iglesia de Nuestra Señora de Gracia y San José —apodada Els Josepets—, se encuentra en la plaza de Lesseps. De estilo Barroco clasicista, fue construida entre 1658 y 1687 por el fraile carmelita descalzo Josep de la Concepció. Fue la primera construcción de la zona, y dio nombre a la villa de Gracia. La iglesia tiene nave única de bóveda de cañón con lunetas, nártex bajo el coro, falso transepto y cúpula sin tambor. Tiene capillas intercomunicadas situadas entre los contrafuertes, cubiertas con cúpulas con lucernario. La fachada tiene tres arcos de entrada, frontón, entablamento y un campanario de espadaña perpendicular a la fachada, e incluye un reloj, una vidriera y dos escudos, además de una hornacina con una imagen de la Inmaculada.

### Viaducto de Vallcarca

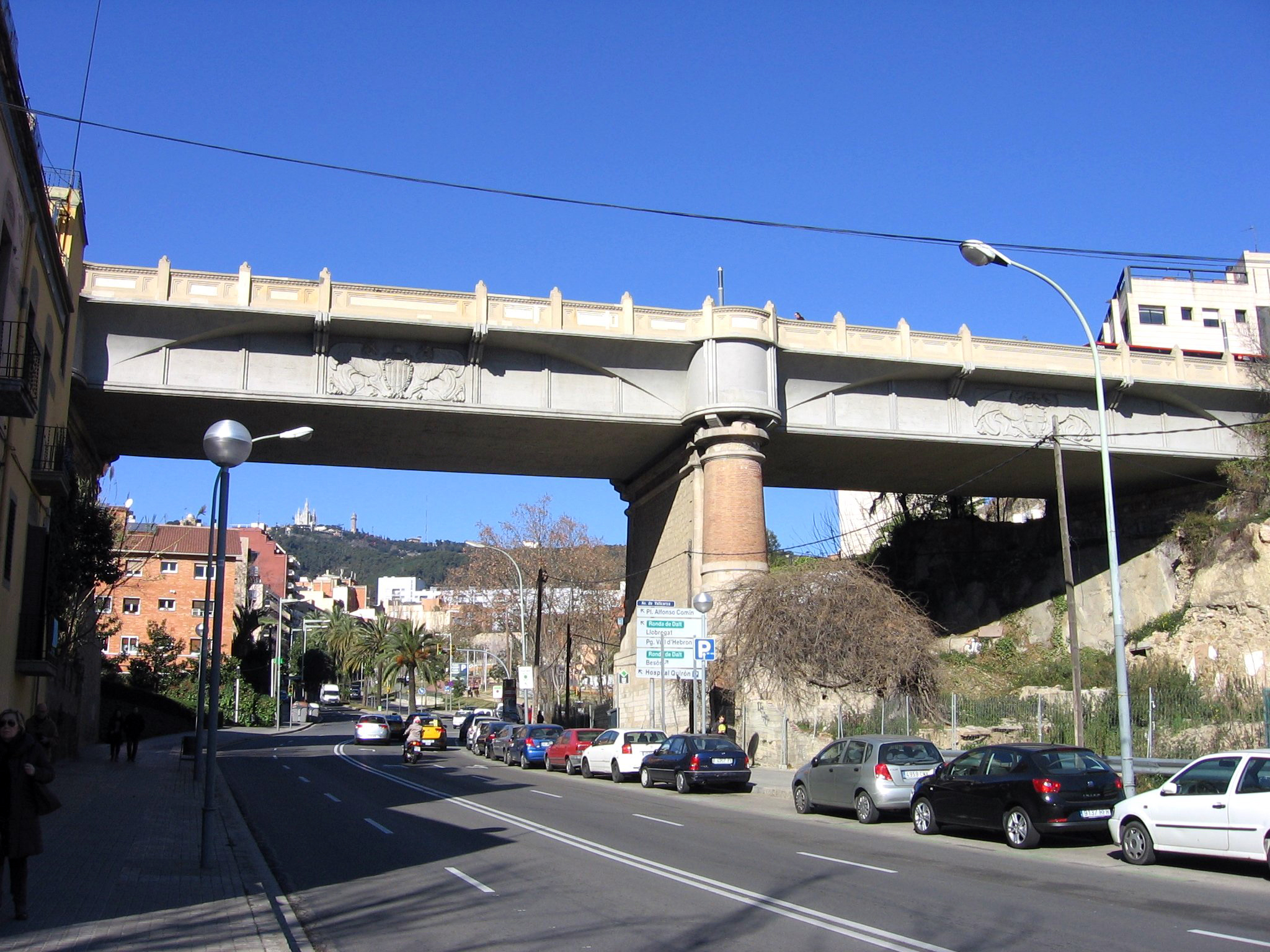
El viaducto de Vallcarca visto desde la avenida de Vallcarca.

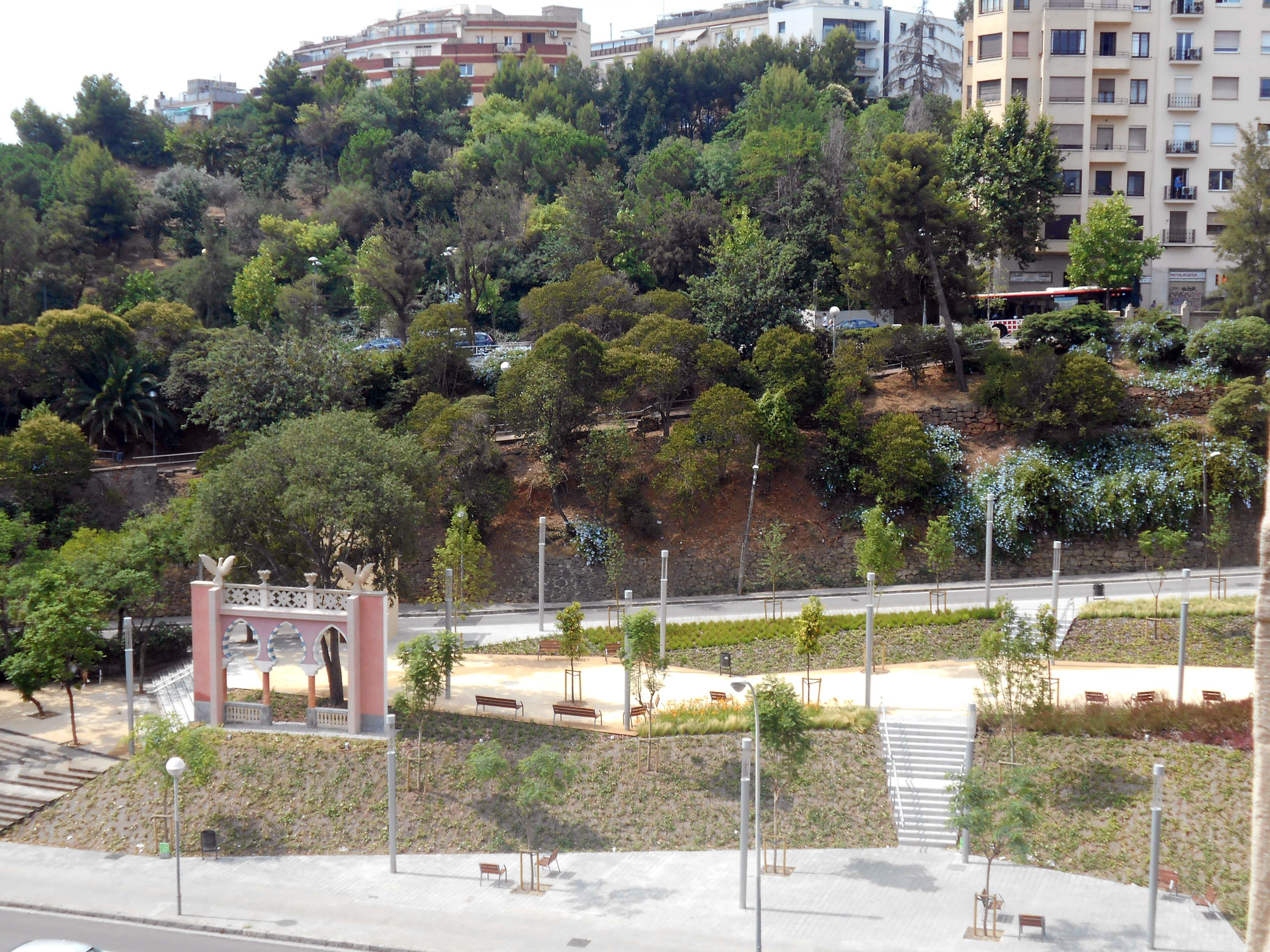
Jardines de la Casa de los Arabescos, bajo el viaducto de Vallcarca

El puente o viaducto de Vallcarca conecta la avenida de la República Argentina con la plaza Mons, y por tanto los barrios del Putget y el Coll. Se proyectó para salvar el desnivel de un antiguo torrente, la riera de Vallcarca. Su construcción proviene de un proyecto elaborado por Miquel Pascual i Tintorer en 1907, el cual concibió un puente de estructura metálica y aspecto modernista. Las obras se iniciaron en 1908, pero quedaron interrumpidas, y se reemprendieron en 1917, esta vez con un diseño de Eduard Ferrés y Lluís Homs, quienes construyeron el actual puente, realizado en hormigón armado. Como única ornamentación tiene unos relieves de leones con los escudos de Cataluña y de San Jorge. Está catalogado como Bien Cultural de Interés Urbanístico. El puente fue inaugurado en 1923.

### Parque Sanitario Pere Virgili
Situado en la avenida de Vallcarca, es un complejo hospitalario dependiente del Departamento de Salud de la Generalidad de Cataluña. Hasta 1998 el recinto albergaba el Hospital Militar, construido entre 1932 y 1935 con proyecto arquitectónico de los ingenieros militares José Roca Navarra y José Sans Forcadas. La vía principal a la que tenía fachada, llamada riera de Andala, pasó a llamarse en 1942 avenida del Hospital Militar, hasta que en 2006 fue rebautizada como avenida de Vallcarca. El Hospital Militar cesó su actividad en 1998 y su recinto fue vendido por el Ministerio de Defensa a la Generalidad de Cataluña por 26 millones de euros. Se constituyó entonces el Parque Sanitario Pere Virgili, una empresa pública adscrita al Servei Català de la Salut, con personalidad jurídica propia y gestión privada.

### Iglesia de San Jorge

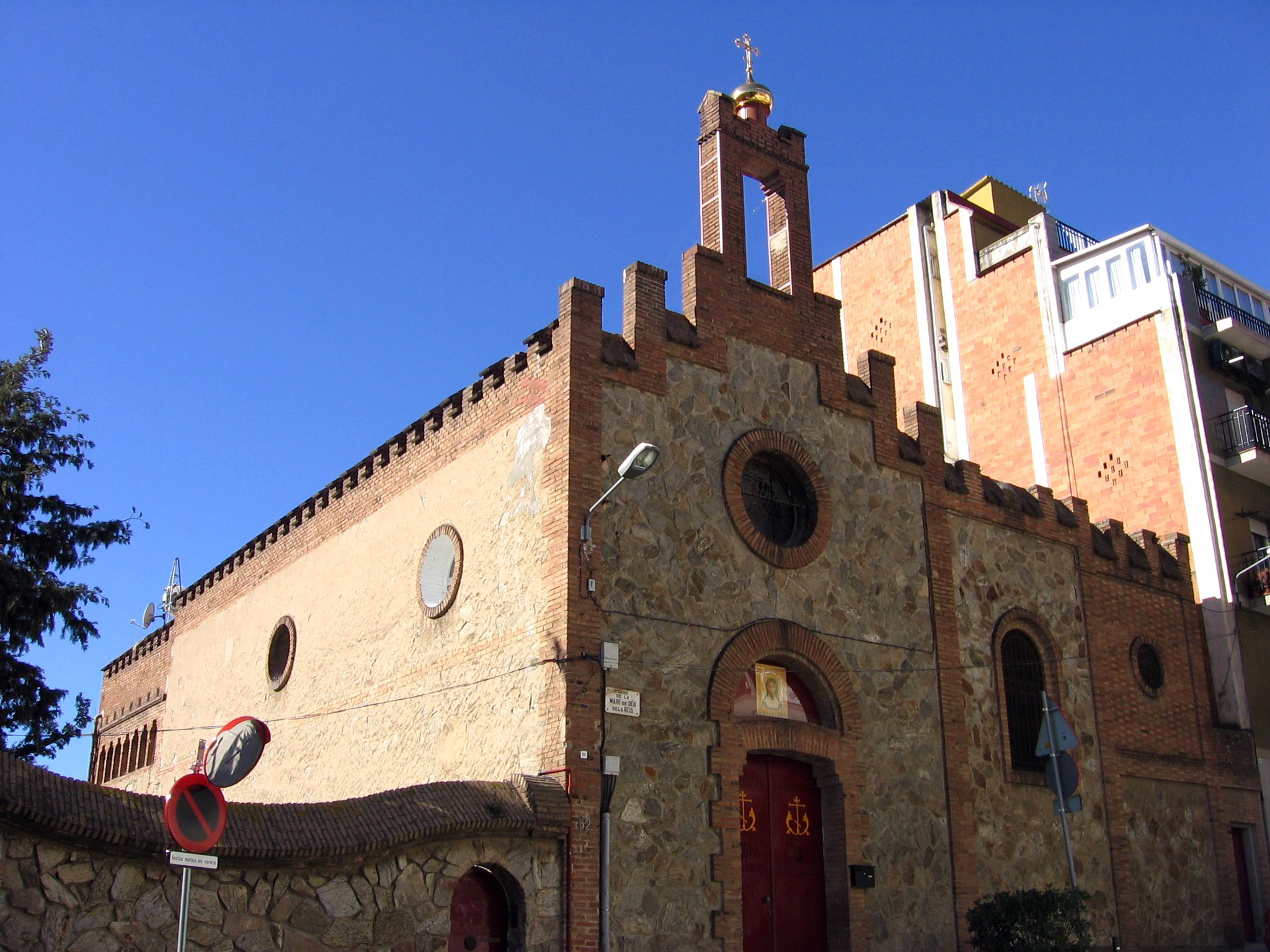
Antigua iglesia de San Jorge, actualmente de la Anunciación.

La iglesia parroquial de Vallcarca fue inicialmente la de Sant Genís dels Agudells, hasta que en los años 1920 se decidió establecer una tenencia parroquial en el propio barrio, esta vez vinculada a la iglesia de Nuestra Señora de Gracia y San José (els Josepets), en la plaza de Lesseps. Se escogió entonces la capilla de los padres camilos ubicada en la calle Mare de Déu dels Reis, construida en 1910, que se convirtió en iglesia de San Jorge en 1924. En 1956 pasó a ser parroquia independiente, por decreto del obispo Gregorio Modrego. Con el aumento de la feligresía la antigua capilla se quedó pequeña, por lo que entre 1965 y 1973 se construyó una nueva iglesia, ubicada en el viaducto de Vallcarca. Del nuevo templo destaca una escultura de San Jorge de Joan Rebull. La antigua capilla fue cedida en 2012 a la Iglesia ortodoxa rusa, y reconvertida en iglesia de la Anunciación.

### Casa Comas d'Argemir

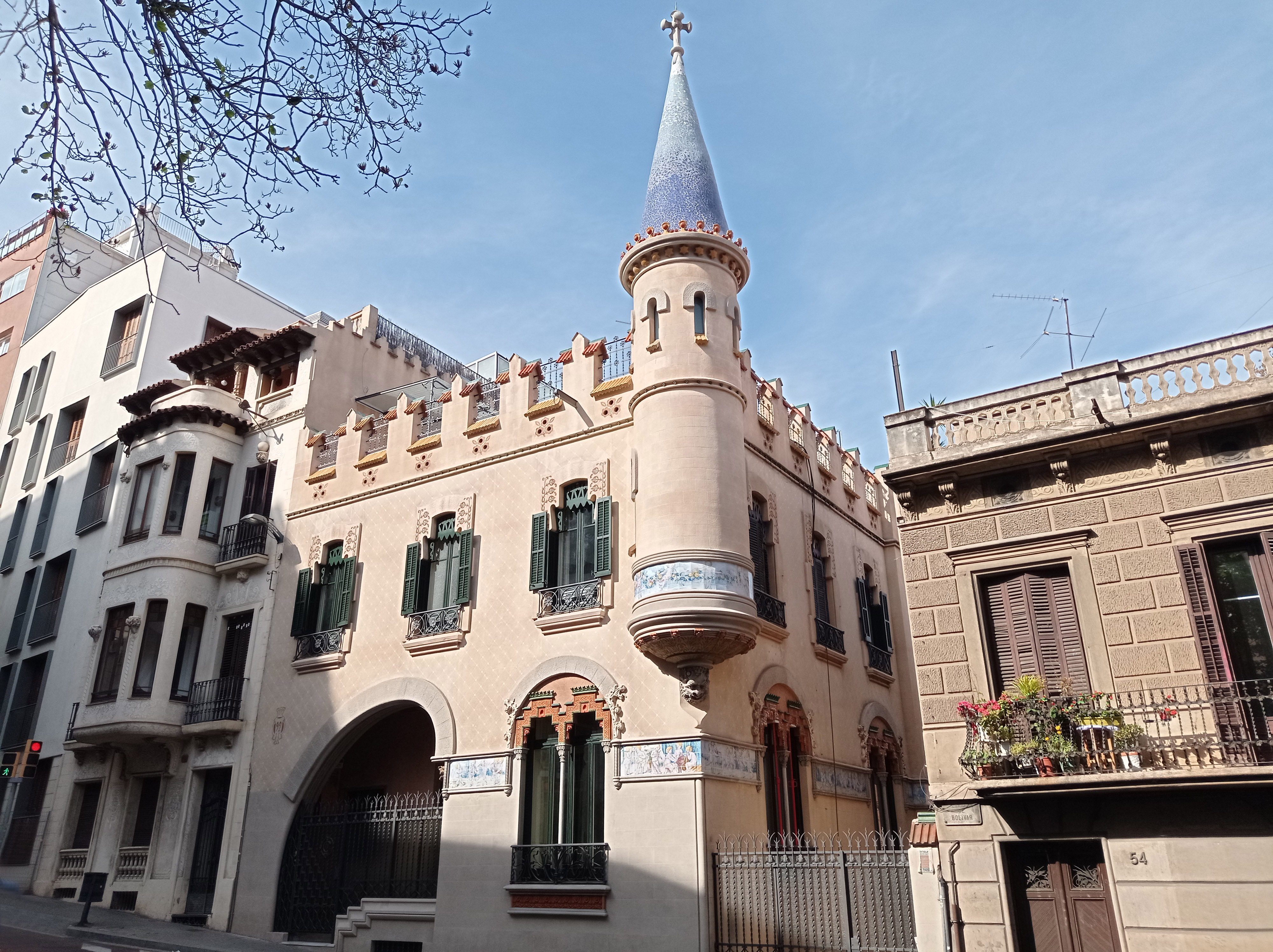
Fachada de la Casa Comas d'Argemir, de 1904.

La casa Comas d'Argemir se encuentra en la calle de Bolívar 54, en la confluencia con la avenida de la República Argentina, mientras que por la parte de atrás da a la avenida de Vallcarca. Fue construida en 1904 por José Vilaseca y Casanovas, en un estilo modernista algo ecléctico. Al encontrarse en un fuerte desnivel, la parte posterior tiene más pisos que la fachada principal. Dicha fachada es la parte más elaborada de la casa, con una decoración de aire medieval donde destacan el arco rampante de entrada, el coronamiento almenado y la torre angular que remata el edificio.

### Casa Marsans

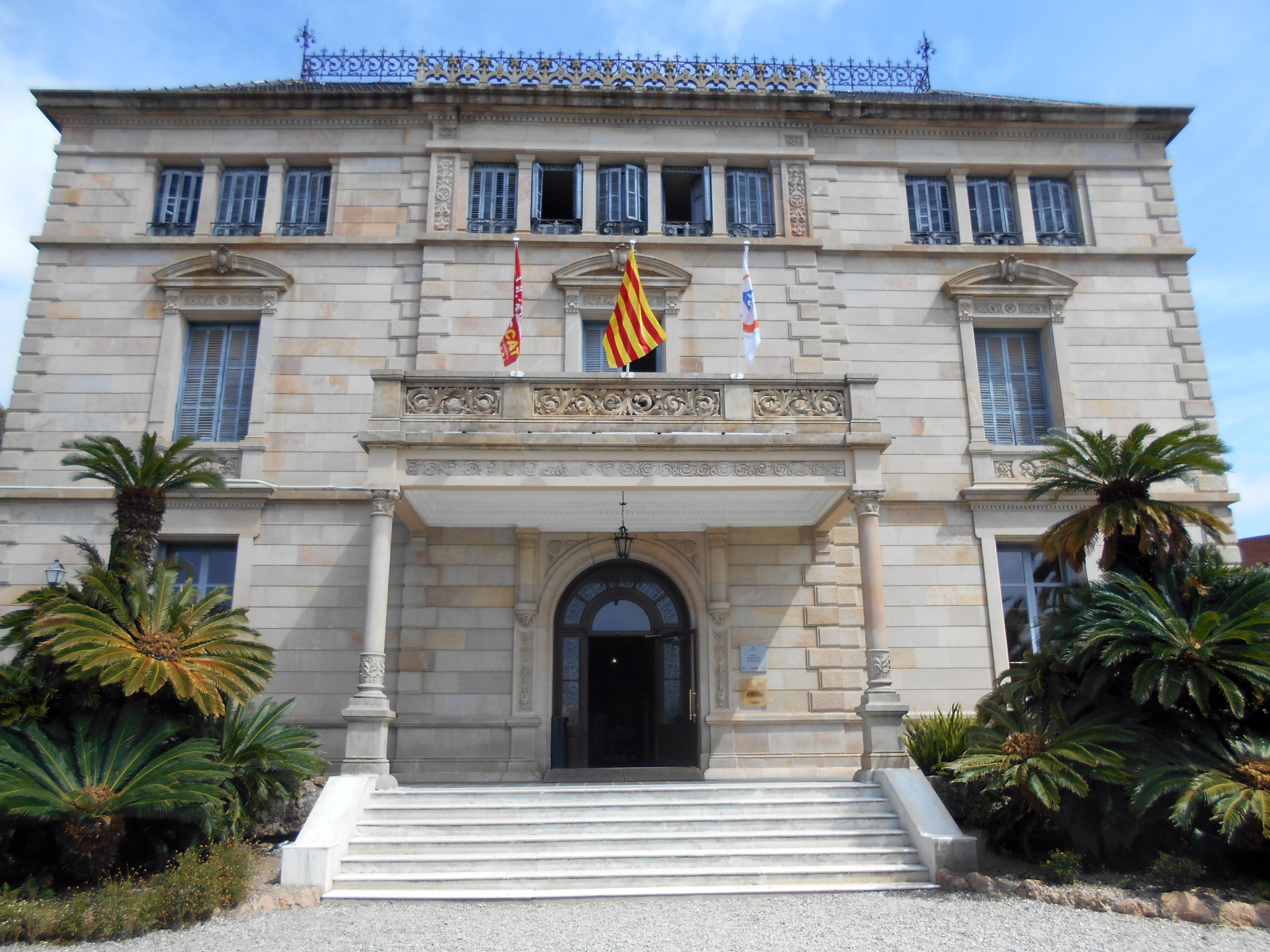
Casa Marsans.

La Casa Marsans se encuentra en el paseo de la Mare de Déu del Coll 41-51. Fue construida en 1906 por Juli Marial i Tey para Josepa Marsans i Peix, de la familia Marsans propietaria de la Banca y la agencia de viajes del mismo nombre. Es de estilo ecléctico, entre modernista y neoárabe, y está compuesta por un pabellón de entrada que semeja un castillo, y la casa propiamente dicha, de disposición horizontal y en cuya fachada destacan el portal vidriado en forma de arco de medio punto y un balcón de corte clasicista. Durante la Guerra Civil fue un hospital, y en la posguerra un cuartel de tropas moriscas; más tarde fue un centro social para niñas, regentado por monjas —llamado entonces Hogar El Pinar—, y actualmente es un albergue juvenil, con el nombre de Nuestra Señora de Montserrat.

### La Casita Blanca
Actualmente derribada se encontraba en el número 24 de la calle Bolívar. Era el meublé más antiguo y conocido de Barcelona. Se abrió en 1912 como marisquería especializada en mejillones que permitía subir al piso superior a dormir o descansar. En 1945 finalmente se asentó como hotel por horas de 40 habitaciones. Fue cerrada de 1969 al 1976 durante la dictadura franquista y se incluyó en los planes, fallidos, para hacer pasar la vía 0. Finalmente en el 2002 se calificó el solar como zona verde. El 23 de marzo de 2011 pasó a manos del Ayuntamiento de Barcelona y fue derribado.

### Biblioteca Jaume Fuster

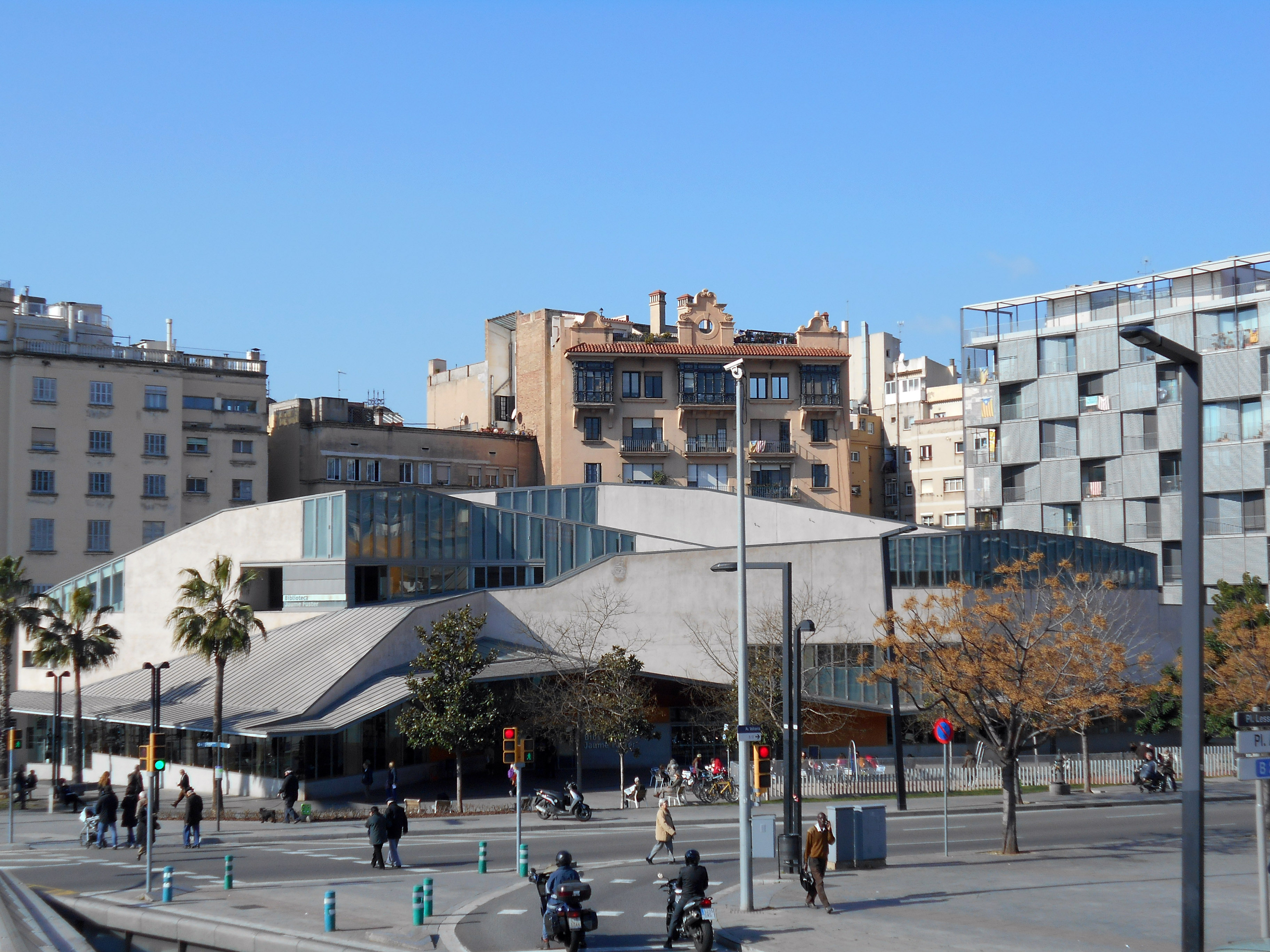
Biblioteca Jaume Fuster.

Inaugurada el 13 de noviembre de 2005, la biblioteca municipal Jaume Fuster se convirtió en una de las primeras piezas visibles que conformarán la futura plaza de Lesseps. Su nombre fue puesto en honor al escritor barcelonés Jaume Fuster, gran defensor de la novela catalana, que además fue traductor, guionista y articulista en los principales medios de comunicación catalanes. La biblioteca fue diseñada por el arquitecto Josep Llinàs, ganador en diversas ocasiones del Premio Ciutat de Barcelona.

### Casa Rosa Alemany

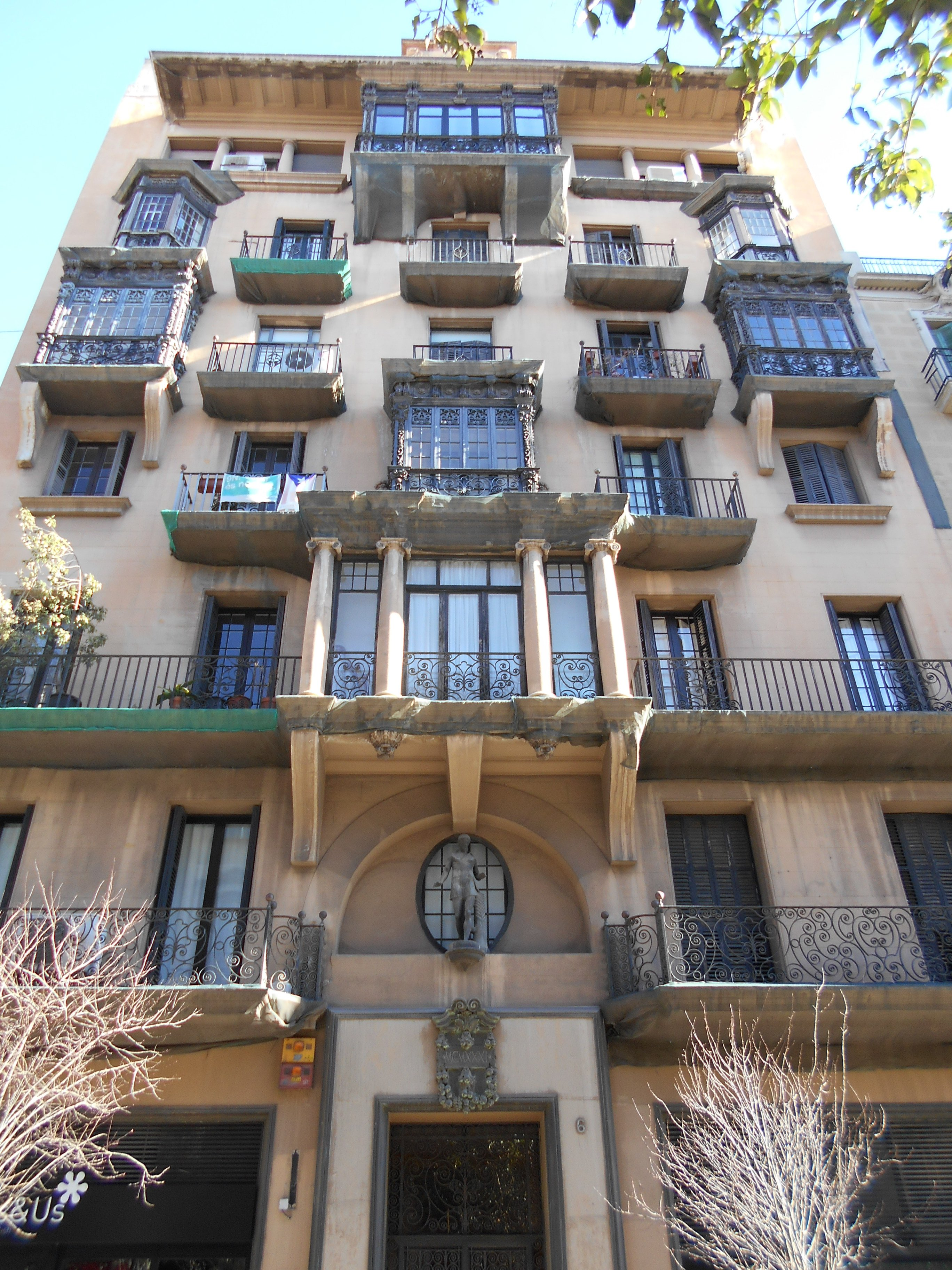
Casa Rosa Alemany (1928-1930), de Josep Puig i Cadafalch.

La casa Rosa Alemany se encuentra en la avenida de la República Argentina n.º 6, obra de Josep Puig i Cadafalch de 1928-1930. Corresponde a la etapa novecentista de Puig i Cadafalch, y es un edificio de seis pisos y dos fachadas, la principal y la trasera, que da a la calle Riera de Vallcarca. En ambas destacan las tribunas, combinadas con aberturas al ras, con balcones de hierro forjado, y con decoración de mármoles, bronces, maderas y esculturas, entre las que destaca una de Diana cazadora situada sobre la puerta principal.

### Casa Barangé
La casa Barangé (1931), obra de Ricardo de Churruca, se halla en la plaza Mons n.º 4. Es un exponente de la arquitectura racionalista desarrollada en tiempos de la Segunda República por el grupo GATCPAC, al que pertenecía Churruca.

### Colegio La Farigola
Situado en la calle de San Camilo n.º 31, forma parte de un grupo de centros escolares construido por Josep Goday en estilo novecentista, como los colegios Ramon Llull, Collaso i Gil, Lluís Vives, Milà i Fontanals, Baixeras y Pere Vila, todos ellos en Barcelona y fomentados por la Mancomunidad de Cataluña. Fue construido entre 1917 y 1920. Este colegio es menos monumental que otros de los construidos por Goday, con un edificio de estructura sencilla en el que destaca la decoración de esgrafiados y jarrones ornamentales.

## Arte público

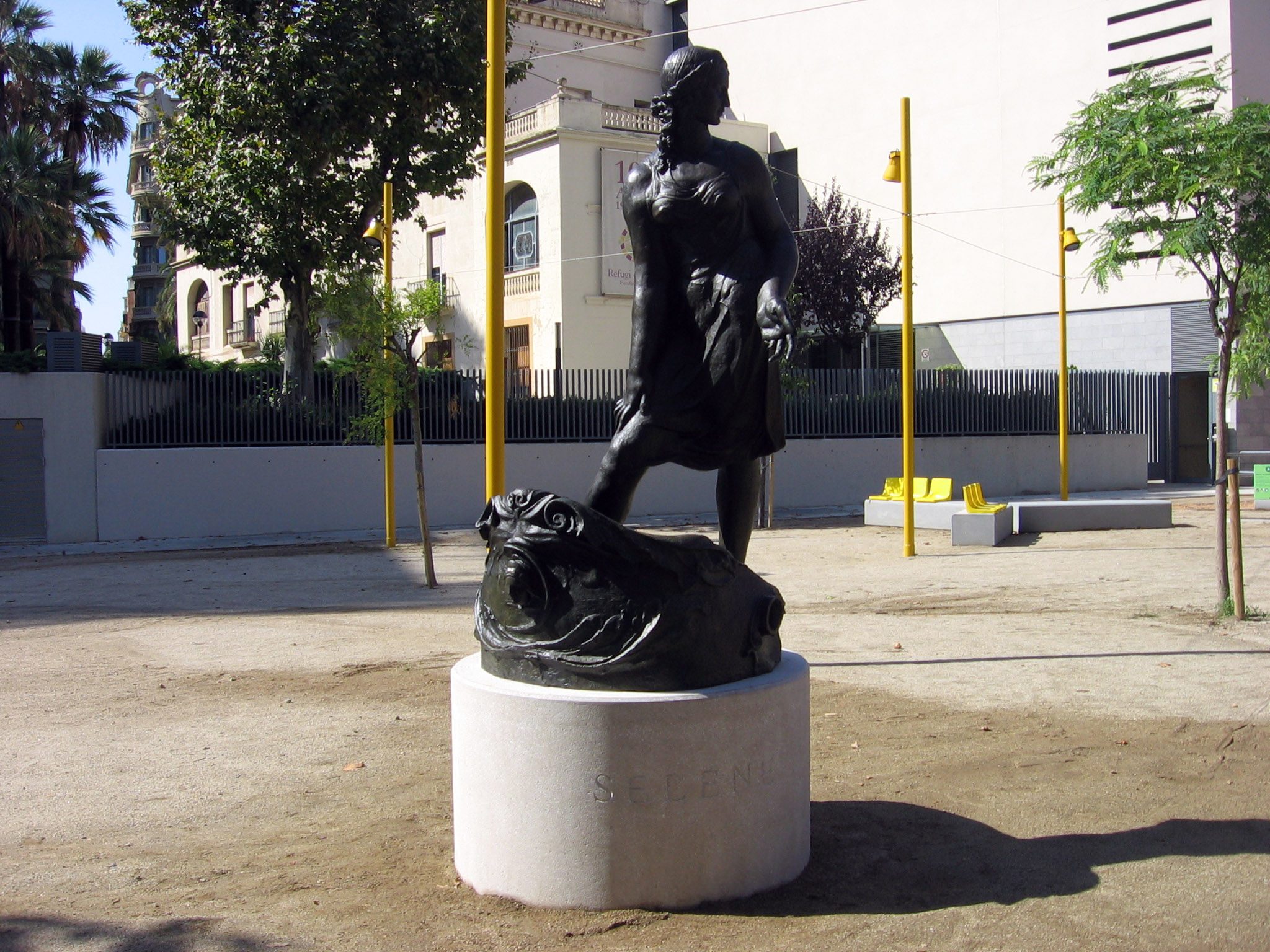
Selene, avenida de Vallcarca.

- Selene: colocada en 2014 en la avenida de Vallcarca, cerca de la plaza de Lesseps, esta estatua formaba parte de la fuente de la Aurora, un monumento escultórico situado inicialmente en los Jardinets de Gràcia y, posteriormente, desmontado y disgregado en varias piezas repartidas entre el Turó Park, la avenida de Vallcarca, el paseo de Santa Madrona, la plaza de Joaquim Folguera y el Zoo de Barcelona. Fue realizada por Joan Borrell i Nicolau en 1929, en un estilo academicista. La figura representa a Selene (la luna), en forma de joven vestida con túnica y una cinta en la cabeza que le sujeta el pelo, de pie sobre el carro con una pierna adelantada en actitud de contrapposto, y con la cabeza girada hacia la izquierda. La estatua se halla sobre una base elaborada para su colocación en 2014 por Josep Peraire.[16]

- A la Argentina. General José San Martín: situado en la avenida de la República Argentina, es un busto del general José de San Martín, realizado por Josep Viladomat en 1960. Se confeccionó para el 150 aniversario de la independencia de Argentina. Está elaborado en bronce, sobre un pedestal de granito rojo.[17]

- Mural de Vallcarca: este mural se elaboró dentro de la campaña Barcelona ponte guapa, encaminada al acondicionamiento de paredes medianeras que por diversos motivos habían quedado a la vista. Fue realizado por Joan Barjau y Gabriel Poblet en 1988, en un edificio de la calle Repartidor, 51-55. Tiene unas dimensiones de 35,80 x 29,81 m, y es una versión del trencadís utilizado por Gaudí en el cercano parque Güell.[18]

- A Joan Maragall: situado en la plaza de Lesseps, en la entrada a la iglesia de Josepets, es una estela dedicada al poeta catalán Joan Maragall, realizada por Joan Dodas en 1964. El monolito tiene grabados unos versos del poema Elogio del vivir de Maragall.[19]

- A Pompeu Fabra: se trata de un medallón de bronce con la efigie del lingüista reformador del catalán, Pompeu Fabra, colocado sobre un molito de piedra de Montserrat, obra de Josep Miret de 1968. Está situado en la plaza de Lesseps, frente a la Biblioteca Jaume Fuster. Fue colocado en 1982, en el cincuentenario de la publicación de su Diccionario general, tal como recuerda una inscripción en la piedra.[20]

## Transporte

### Metro
El barrio cuenta con dos estaciones pertenecientes a la Línea 3 del Metro de Barcelona. Cada una lleva el nombre del vecindario en que se sitúa, llamándose así una Vallcarca y la otra Penitents. Al formar parte de la Línea 3, ambas están muy bien comunicadas con el punto neurálgico de la ciudad, la plaza Cataluña, además de la plaza Lesseps y por consiguiente la futura Línea 9. 
Asimismo la estación de Vallcarca cuenta con tres bocas situadas a diferentes niveles, una de ellas a la misma altura que el viaducto de Vallcarca en la calle República Argentina y otras dos justo por debajo de este, en la avenida Vallcarca. Es precisamente esta estación una de las más utilizadas por los turistas para llegar hasta el conocido parque Güell, además de la estación de Lesseps.

### Bus
El transporte con mayor presencia en el barrio es sin duda el autobús, dado la gran cantidad de paradas y de líneas implantadas en este. Vallcarca y los Penitentes es recorrido diariamente por autobuses de hasta ocho líneas diferentes, dos de ellas pertenecientes al llamado servicio del "Bus de Barri" (Bus de Barrio), cuyo servicio es proporcionado por un reducido número de microbuses.
Las líneas que recorren Vallcarca i els Penitents son las siguientes:
22 Pl. Catalunya / Av. Tibidabo
24 Paral·lel / Carmel
27 Estació de Sants / Roquetes
V17 Pl. Catalunya / Carmel
87 Tajo-Horta / Travessera de Gracia
92 Gracia / Pg. Maritim
Bus de Barri 124
Bus de Barri 129

### Nitbus
La línea de autobuses nocturnos de Barcelona también está presente en Vallcarca y los Penitentes, pese a que el número de paradas que se encuentran en el barrio es muy escaso. Estas pertenecen en esencia al N4, que recorre al completo la calle República Argentina y parte del paseo del Valle de Hebrón. Por otro lado el N5 pasa también por República Argentina y por el viaducto de Vallcarca, aunque este pequeño recorrido no deja de ser un mero trámite entre los barrios de El Coll y de la Bonanova. También cabe mencionar el N0, que tiene una parada en la plaza Lesseps a mitad de su camino entre la ronda del General Mitre y Travesera de Gracia.

### Tibibus
En Vallcarca se encuentran dos paradas de la Línea T2 o Tibibus. Una estación está situada en la avenida de Vallcarca 76 y la otra en el paseo del Valle de Hebrón 6.
Estas pertenecen al servicio de autobús que proporciona el parque de atracciones Tibidabo a sus visitantes. Los autobuses parten desde plaza de Cataluña a partir de las 10:30, continuando su recorrido hasta la plaza del Tibidabo, donde se sitúa la entrada al parque.

### Bicing
En cuanto al servicio de préstamo de bicicletas dispuesto en 2007 por el Ayuntamiento, Vallcarca y los Penitentes no ha visto implantada en sus dominios ninguna estación de Bicing, convirtiéndose así en uno de los barrios de la ciudad con mayor retraso en este aspecto. En principio quedará excluido de este servicio junto a aquellos barrios en los que haya un desnivel superior al 4%.